# Don't Kill My Vibe (EP)
Don't Kill My Vibe è l'EP di debutto della cantante norvegese Sigrid, pubblicato nel maggio 2017.

## Tracce
1. Don't Kill My Vibe – 3:04 (Sigrid Raabe, Martin Sjølie)
2. Plot Twist – 3:25 (Sigrid Raabe, George Flint, Henry Flint)
3. Fake Friends – 3:21 (Sigrid Raabe, Martin Sjølie)
4. Dynamite (Acoustic) – 3:51 (Sigrid Raabe, Askjell Solstrand)